# Paul Praxl
Paul Praxl (* 17. května 1935 Volary) je bavorský historik, archivář a badatel.

## Život
Otec Anton Praxl (1899–1993) byl starostou a učitelem na odborné dřevařské škole ve Volarech. Paul Praxl musel po 2. světové válce opustit s otcem domov a usadil se ve Waldkirchenu na bavorské straně Šumavy. Stal se znalcem přeshraniční Zlaté stezky. Vedle své odborné činnosti archiváře v okrese Freyung-Grafenau pracoval na novém uspořádání Muzea Šumavy (německy Böhmerwaldmuseum) v Pasově.

## Dílo
Vybraná díla:
- Zur Geschichte des Goldenen Steiges. Ein Forschungsbericht (Historie Zlaté stezky, výzkumná zpráva). In: Verhandlungen des Historischen Vereins für Niederbayern. 97, Landshut 1971.
- Das Wyschehrader Landgut Prachatitz. In: Ostbairische Grenzmarken Ročenka Passau pro dějiny, umění a folklór 15, Passau 1973.
- Salzhandel und Saumverkehr. 2. vydání, Waldkirchen 1989.
- Der Goldene Steig (Zlatá stezka). 3. vydání, Morsak-Verlag, Grafenau 1993, ISBN 978-3-87553-420-7 .
- Goldener Steig. Vom Saumweg zur Region. In: Kulturní region Goldener Steig. Mnichov 1995, ISBN 3-926303-45-X .
- Burgen und Schlösser im Landkreis Freyung-Grafenau (Hrady a zámky v okrese Freyung-Grafenau). Freyung 1998.

### Díla přeložená do češtiny
- KUBITSCHEK, Rudolf; SCHMIDT, Valentin; PRAXL, Paul. Volary a Volarští. Překlad Helmut Wagner. Volary: Město Volary, 2015. ISBN 978-80-260-9083-0. Kapitola Volarský dům, s. 115–117.

## Ocenění
V roce 1977 byla Paulu Praxlovi za jeho práci udělena Kulturní cena města Pasov pro obyvatele Šumavy. Dne 1. března 2012 byl na návrh vlády spolkové země Dolní Bavorsko udělen Záslužný řád Spolkové republiky Německo.